# هرمان آنشوتس
هرمان آنشوتس (آلمانی: Hermann Anschütz؛ ۱۲ اکتبر ۱۸۰۲ – ۳۰ اوت ۱۸۸۰) یک نقاش آلمانی و استاد  آکادمی سلطنتی هنرهای زیبا در مونیخ بود. او با مدرسه نقاشی دوسلدورف در ارتباط بود.
آنشوتس در کوبلنتس متولد شد و در حدود سال ۱۸۵۰ در گردشگاه اشتراسه ۱ در مونیخ زندگی می‌کرد، وی در جنوب گورستان قدیمی آلتر زودفریدهوف (Alter Südfriedhof) به خاک سپرده شد.